# Walt Disney Studios
The Walt Disney Studios – jednostka zależna, jeden z segmentów biznesowych The Walt Disney Company, który odpowiada za produkcję filmową i teatralną. Należą do niej wszystkie studia filmowe należące do Disneya. W jej skład wchodzą również studia zajmujące się postprodukcją oraz Disney Music Group i Disney Theatrical Group. Szefami tej jednostki biznesowej są Alan F. Horn i Alan Bergman. 

## Struktura
| Produkcja | Disney Music Group                                                                    | Disney Theatrical Group | Disney Studio Services |
| --- | ------------------------------------------------------------------------------------- | --- | --- |
| - Walt Disney Pictures - Walt Disney Animation Studios - Pixar Animation Studios - Lucasfilm Ltd. - Marvel Studios - Disneynature - 20th Century Studios - 20th Digital Studio - 20th Century Animation - Searchlight Pictures | - Walt Disney Records - Hollywood Records - Disney Music Publishing - Disney Concerts | - Disney Theatrical Productions - Buena Vista Theatrical - Disney Theatrical Licensing - Disney Live Family Entertainment - Disney on Ice - Disney Live! - Walt Disney Special Events Group | - Disney Digital Studio Services - Studio Production Services - Walt Disney Studios (Burbank) - Golden Oak Ranch - Prospect Studios - KABC7 Studio B - Fox VFX Lab |

## Byłe jednostki
- Caravan Pictures (1992–1999) – studio filmowe zajmowało się produkcją filmów niezależnych, zastąpione przez niezależne od Disneya, Spyglass Entertainment
- Hollywood Pictures (1989–2007) – studio filmowe zajmowało się produkcją filmów z wyższą kategorią wiekową, zostało zamknięte
- Touchstone Pictures (1984–2016) – studio filmowe zajmowało się produkcją filmów z wyższą kategorią wiekową, zostało zamknięte
- Miramax Films (1993–2010) – studio filmowe zajmowało się produkcją filmów z wyższą kategorią wiekową, zostało sprzedane
- Dimension Films (1993–2005) – studio filmowe zajmowało się produkcją filmów z wyższą kategorią wiekową, zostało sprzedane
- Fox 2000 (1994 – 2020) – studio filmowe zajmowało się produkcją filmów niskobudżetowych, zostało zamknięte[4]
- Skellington Productions (1986-1996) – studio animacyjne włączone do Walt Disney Pictures.
- Disney Circle 7 Animation (2004–2006) – studio animacyjne, zostało zamknięte
- ImageMovers Digital (2007–2010) – studio animacyjne utworzone wspólnie z ImageMovers, zostało zamknięte
- DisneyToon Studios (2003–2018) – studio animacyjne włączone do Disney Television Animation[5].
- Blue Sky Studios (2019–2021) – studio animacyjne, zostało zamknięte[6].
- Buena Vista Motion Pictures Group / Walt Disney Motion Pictures Group (1998–2006) – jednostka zajmująca się produkcją, dystrybucją i marketingiem
- Walt Disney Studios Home Entertainment (1978–2018) – przeniesione do Walt Disney Direct-to-Consumer and International
- The Muppets Studio (2006–2014) – przeniesione do Disney Consumer Products and Interactive Media